# Panzerselbstfahrlafette für 12,8-cm-Kanone 40

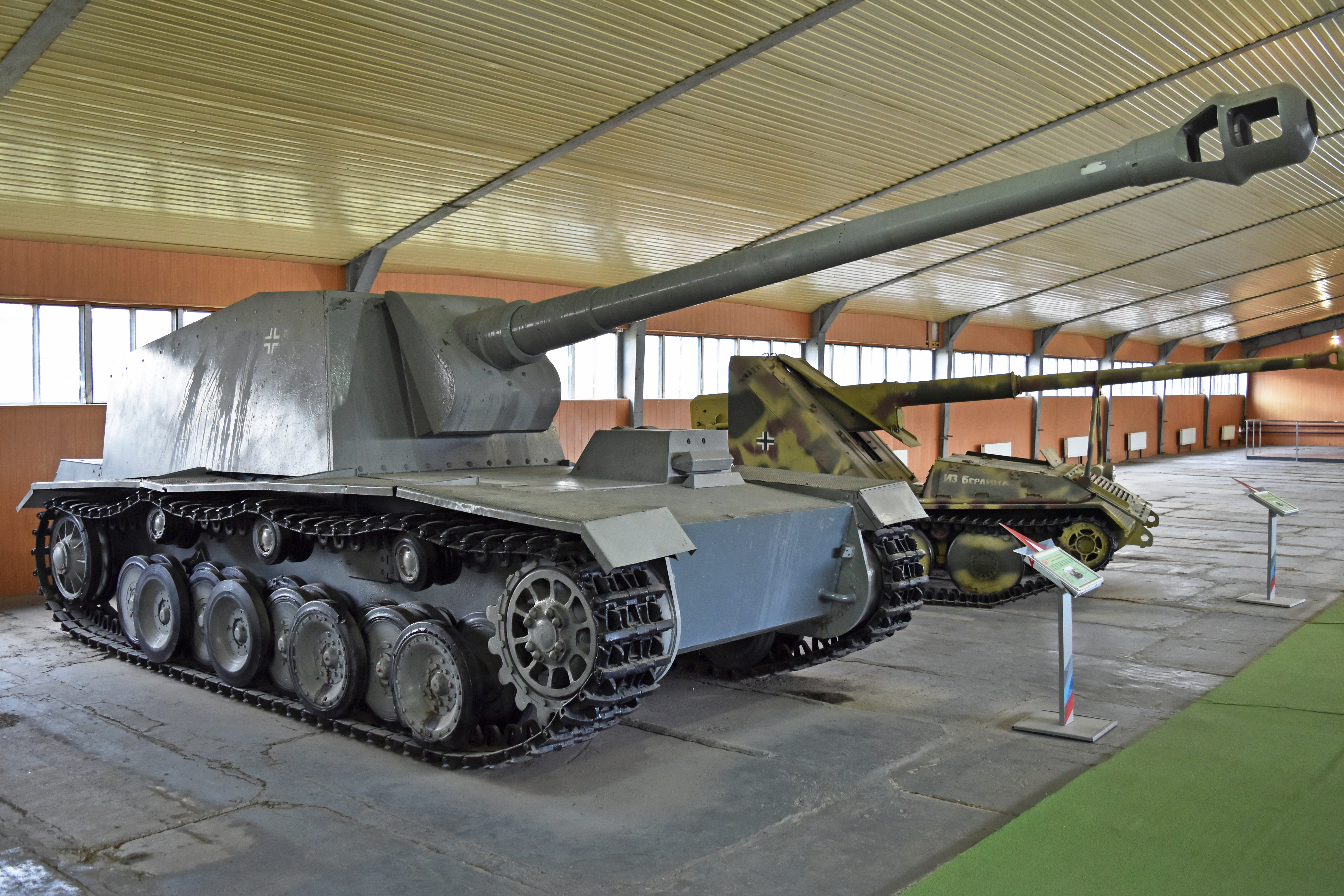
SFL (auch JP) „Sturer Emil“ mit 12,8 cm K40

Die 12,8-cm-Selbstfahrlafette L/61 (Pz.Sfl. V) oder auch Panzerselbstfahrlafette für 12,8-cm-Kanone 40 entstand im Zweiten Weltkrieg aus der versuchsweisen Montage einer schweren Flugabwehrkanone auf dem Fahrgestell des Panzer-Entwicklungsmodell VK 30.01 von Henschel. Bei Projektbeginn zur Bekämpfung von Bunkern und Panzerkuppeln entwickelt, wurden die beiden Prototypen erstmals 1942 beim Überfall auf die Sowjetunion als schwere Panzerjäger eingesetzt. Bei der Truppe erhielten sie den Spitznamen Sturer Emil. Beide gingen Ende desselben Jahres in Stalingrad verloren.

## Entwicklung
Bereits im Jahr 1939 beauftragte das deutsche Heereswaffenamt die Entwicklung verschiedener Fahrzeuge zur Bekämpfung von Festungsanlagen, bestehend aus Bunkern und Panzerkuppeln. Diese Fahrzeuge sollten in der Lage sein, über größere Distanz Anlagen, wie die französische Maginot-Linie, durch direkten Beschuss auszuschalten.
Die Entwicklung des schwersten Fahrzeugs unter dem Projektnamen Schwerer Betonknacker wurde gemeinschaftlich den Unternehmen Rheinmetall-Borsig (Hauptwaffe und Aufbau) und Henschel (Fahrgestell) übertragen. Aufgabe war es, die gerade neu entwickelte schwere 12,8-cm-Flak 40 als Hauptbewaffnung in eine Selbstfahrlafette zu integrieren. Hierfür waren insbesondere Änderungen an der Lafette und am Rücklauf- und Vorholsystem des Geschützes erforderlich. Es wurde die 12,8-cm-Kanone L/61 geschaffen.
Als Fahrgestelle dienten zwei Prototypen des von Henschel als Panzer-IV-Nachfolger entwickelten VK 30.01 (H). Aufgrund der Größe der Waffe und ihres Gewichts von 7 Tonnen war es erforderlich, die Wannen von Henschel zu verlängern. Der Bau der beiden Prototypen erfolgte zum Jahreswechsel 1941/42 bei Rheinmetall-Borsig in Düsseldorf.

## Technische Beschreibung
Das Gewicht aus Fahrgestell, Aufbau und Waffe war bereits bei der Planung des Fahrzeugs mit ca. 36 t höher als ursprünglich für das Fahrwerk VK 30.01 geplant. Das Rohr der Waffe ragte 2,7 m weit über die Wanne hinaus. Gegenüber dem VK 30.01 begann die Laufwerkskonfiguration mit einer auf der Kette außenlaufenden Laufrolle und war insgesamt um eine Laufrolle verlängert. Hinzu kam, dass der Abstand zwischen letzter Laufrolle und Leitrad durch die Verlängerung der Wanne auf 7 m erheblich vergrößert wurde. Jede Laufrolle war durch einen Drehstab gefedert, wobei die beiden letzten Laufrollen auf beiden Seiten nach einer ersten Erprobung mit stärkeren Drehstäben versehen wurden, da es ansonsten beim Schuss zu einer derart starken Nickbewegung kam, dass der Richtschütze das Ziel verlor. Die Kette bestand aus 85 Kettengliedern von 520 mm Breite.
Der Antrieb bestand aus einem 11,6-l-Maybach HL 116 Sechszylindermotor mit 310 PS, einer Dreischeibenkupplung sowie einem ZF SSG 77 Aphon-Sechsganggetriebe und ermöglichte eine Höchstgeschwindigkeit von 25 km/h, wobei jedoch die durchschnittliche Marschgeschwindigkeit bei 20 km/h lag. Der Kraftstoffvorrat von 450 l gab dem Fahrzeug eine Reichweite von 170 km auf der Straße und 80 km im Gelände. Um hinten im Aufbau einen Kampfraum zu schaffen, wurde der Motor nach vorne verlegt. Ein großer Nachteil der Konstruktion war, dass bei allen Motorwartungen die gesamte Kanone ausgebaut werden musste. Im Kampfraum waren Halterungen für 15 Geschosse und 13 geschlossene Vorratshalterungen für Patronen montiert. Hinzu kamen Halter für zwei MP 40 und Munition, eine Leuchtpistole, sechs Stielhandgranaten, Verbandkasten, Feuerlöscher, Feldflaschen und Gasmasken und den Ansetzer. Der Fußboden bestand aus einem Lattenrost, bei dem die Rohrfixierung, welche hinten am Verschluss der Waffe einhakte, im Gefecht in einer Aussparung versenkt werden konnte.
Der Richtschütze saß links und hatte ein Selbstfahrlafetten-Zielfernrohr Typ Sfl. Z.F.1a/1, wie es auch in Sturmgeschützen verwendet wurde. Der Kommandant hatte ein drehbares Rundblickfernrohr für beide Augen. Die beiden Ladeschützen hielten sich im hinteren Kampfraum auf. Regulär wurde der Kampfraum über eine kleine Türe am Fahrzeugheck bestiegen. Der Fahrer saß alleine vorne in einem Erker, der eine nach oben zu öffnende Luke und einen seitlichen Notausstieg hatte. Damit der Fahrer nicht sofort zum Ziel feindlichen Beschusses wurde, gab es auf der rechten Seite des Fahrzeugs noch einen Attrappenerker. Zum Schutz vor Witterungseinflüssen konnte der oben offene Kampfraum mit einer Plane geschlossen werden.
Die Panzerung betrug an der vorderen Front 50 mm, an den Seiten zwischen 20 und 30 mm und am Heck 15 mm.
Die Waffe hatte einen maximalen Seitenrichtbereich von 12°. Dabei konnte 7° nach rechts und 5° nach links gerichtet werden. Der Höhenrichtbereich ging von −15° bis +10°, wodurch auch Feuerstellungen am Hinterhang möglich wurden.

## Einsatz
Nachdem bei Fertigstellung kein Bedarf mehr für den Einsatz gegen befestigte Anlagen bestand, verfügte die Organisationsabteilung des Heeres am 15. Mai 1942, dass die beiden Panzerselbstfahrlafette für 12,8-cm-Kanone 40 und eine noch verfügbare 10,5-cm-Selbstfahrlafette IV a „Dicker Max“ zu einem Panzerjäger-Zug zusammengefasst werden sollten. Dieser Zug wurde in die Panzerjäger-Abteilung (Sfl.) 521 eingegliedert.
Unter dem Befehl von Oberleutnant Kurt Hildebrandt ging die Abteilung im Sommer 1942 an die Ostfront. Zwischenzeitlich waren die beiden Fahrzeuge von den Besatzungen nach den bekannten Figuren von Wilhelm Busch als „Max“ und „Moritz“ bezeichnet worden. Während des Einsatzes kam, ähnlich wie bei der 10,5-cm-Selbstfahrlafette, bei der Truppe der Name „Sturer Emil“ für die Fahrzeuge auf.
Ein Einsatzbericht beschreibt, wie diese Fahrzeuge auf große Distanz gegnerische Fahrzeuge erfolgreich zerstören konnten, doch geht aus dem Bericht hervor, dass diese einmal erkannt schnell zum Ziel des gegnerischen Feuers wurden und es die Besatzungen tunlichst vermieden, die riesige Seitenfläche zum Gegner hin zu exponieren. Ein Foto zeigt das Fahrzeug Nr. 2 mit 22 Abschussmarkierungen.
Beide Fahrzeuge gingen bei Kämpfen mit der Roten Armee während der Schlacht von Stalingrad verloren.

## Museale Rezeption
Ein von der sowjetischen Armee am Ende der Kämpfe im Raum Stalingrad erbeutetes Fahrzeug war über lange Jahre im Panzermuseum Kubinka ausgestellt.
Heute steht es in der Nähe im Patriot Park.